# Аль-Джунайд аль-Багдади
Абу́-ль-Ка́сим аль-Джуна́йд ибн Муха́ммад аль-Багдади (араб. ابو القاسم الجنيد ابن محمد الخزاز القواريري البغدادي ‎, перс. جنید بغدادی‎; род. в промежутке 816—826, или 201—210 по хиджре, Багдад — ум. около 909, там же) — исламский богослов персидского происхождения, родоначальник одного из двух основных течений суфизма — рационалистического, именуемого «учением о трезвости» и полном самоконтроле.

## Биография и духовное наследие
Его полное имя: Абу́-ль-Ка́сим аль-Джуна́йд ибн Муха́ммад аль-Хазза́з аль-Кавари́ри аль-Багдади. Родился в Багдаде в семье выходцев из Нехавенда.
Как пишет французский исследователь Анри Корбен в своей работе «История исламской философии», Джунайд получил традиционное мусульманское образование у одного из выдающихся ученых эпохи — у Абу Саура аль-Кальби "Абу Таура". Согласно Ибн Халликану, был последователем мазхаба Суфьяна ас-Саури. В мистические суфийские доктрины его посвящал его дядя Сари ас-Сакати, а также Харис аль-Мухасиби и Абу Джафар Мухаммад ибн Али аль-Касаб (ум. 257 г. х./849 г. н.э.). Личность, проповеди и трактаты Джунайда имели первостепенное значение для суфиев Багдадской школы, а сам мыслитель получил среди суфиев прозвище «шейх ат-та́ифа» (араб. شيخ الطائفة‎) или «сейид ат-таифа» (араб. سيد الطائفة‎) — учитель общины. Умер в Багдаде, где прожил всю свою жизнь.
По словам Корбена, сохранилось 15 трактатов Джунайда. В цитируемой работе французского востоковеда приводятся следующие:
- Трактат о божественном единстве (Китаб ат-таухид; араб. كتاب التوحيد‎)
- Книга о божественном поглощении (Китаб аль-фана; араб. كتاب الفناء‎), в которой разработана концепция фана — растворения мистика в Боге
- Духовное лекарство (Дава аль-арвах; араб. دواء الأرواح‎)

По другим источникам, сохранилось только одно сочинение этого суфия — «Письма» (Раса́ил, араб. رسائل‎). В соответствии со своим названием сочинение представляет собой письма, адресованные частным лицам, а также трактаты-послания на темы суфизма, часть из которых написана в форме комментариев на отдельные аяты Корана.